# 君がいる空
君がいる空（きみがいるそら）は、声優の國府田マリ子が出した10thマキシシングルである（8cmシングルも含めると21枚目のシングル）。品番はKICM-91122（初回特装版）、KICM-1122（通常版）。
初回特装版には「君がいる空」収録のDVD付き。

## 収録曲
1. 君がいる空
  - 作詞：國府田マリ子、作曲・編曲：井上うに
2. 優しい月
  - 作詞：國府田マリ子、作曲・編曲：井上うに